# Euxoa obeliscata
Euxoa obeliscata är en fjärilsart som beskrevs av Wagner 1929. Euxoa obeliscata ingår i släktet Euxoa och familjen nattflyn. Inga underarter finns listade i Catalogue of Life.